# Бергер, Тодд
Тодд Бергер (англ. Todd Berger) — является американским режиссёром, сценаристом, актёром и писателем, наиболее известным по фильмам «Это — катастрофа», «Варианты обложки» и «The Scenesters». Бергер также выступал в роли актёра в таких фильмах, как «Сказки Юга» и в телевизионных шоу «Парки и зоны отдыха» и «Марон». Бергер также написал роман «Город вскрытия», изданный в 2016 году Diversion Books.
Бергер — выпускник Техасского университета в Остине, где он работал на студенческой телевизионной станции KVR-TV, а также писал и руководил национально-синдицированно-комедийным шоу «Campus Loop».
Бергер также создал «Счастливые убийства времени», предстоящий марионеточный фильм нуар-комедии, режиссера Брайана Хенсона и Мелисса Маккарти в главной роли. В настоящее время пишет сценарий для экранизации фильма «Где Уолли?».

## Фильмография
| Год  | Название фильма                          | Режиссёр | Продюсер | Сценарист | Примечание     |
| ---- | ---------------------------------------- | -------- | -------- | --------- | -------------- |
| 2005 | Преследование Рождества                  | Да       | Нет      | Нет       | Телесериал     |
| 2006 | Сказки Юга                               | Нет      | Да       | Нет       |                |
| 2008 | Кунг-фу панда: секреты неистовой пятёрки | Нет      | Нет      | Да        |                |
| 2009 | The Scenesters                           | Да       | Да       | Да        |                |
| 2011 | Секреты Мастеров                         | Да       | Нет      | Да        |                |
| 2011 | Смурфики: Рождественский гимн            | Нет      | Нет      | Да        |                |
| 2011 | Парки и зоны отдыха                      | Нет      | Да       | Нет       | Первый эпизод  |
| 2012 | Это — катастрофа                         | Да       | Да       | Да        |                |
| 2012 | Кино шесть                               | Нет      | Да       | Нет       |                |
| 2012 | Праздничная дорога                       | Да       | Да       | Да        |                |
| 2013 | Спокойной ночи                           | Нет      | Да       | Нет       |                |
| 2013 | Смурфики: Легенда о Смурфной лощине      | Нет      | Нет      | Да        |                |
| 2016 | Вайнона Эрп                              | Нет      | Да       | Нет       |                |
| 2018 | Счастливые убийства времени              | Да       | Нет      | Нет       | В производстве |
| 2018 | Варианты обложки                         | Да       | Да       | Да        |                |
| 2019 | Где Уолли?                               | Нет      | Нет      | Да        | В производстве |